# OFC Champions League 2023
OFC Champions League 2023 var den 22:a säsongen av Oceaniens klubbmästerskap, Oceaniens främsta klubblagsfotbollsturnering som anordnas av OFC och den 17:e säsongen under sitt nuvarande namn (OFC Champions League).

## Kvalspel

### Preliminärt gruppspel
Matcherna spelades i Samoa.
| Nr | Lag                | S | V | O | F | GM | IM | MS  | P |
| -- | ------------------ | - | - | - | - | -- | -- | --- | - |
| 1  | Lupe o le Soaga    | 3 | 3 | 0 | 0 | 29 | 1  | +28 | 9 |
| 2  | Tupapa Maraerenga  | 3 | 2 | 0 | 1 | 10 | 7  | +3  | 6 |
| 3  | Veitongo           | 2 | 0 | 0 | 2 | 0  | 10 | −10 | 0 |
| 4  | Ilaoa and To'omata | 2 | 0 | 0 | 2 | 0  | 21 | −21 | 0 |

| Hemma \ Borta      | Amerikanska Samoa | Samoa | Cooköarna | Tonga |
| Ilaoa and To'omata | —                 | 0–13  | —         | —     |
| Lupe o le Soaga    | —                 | —     | 7–1       | 9–0   |
| Tupapa Maraerenga  | 8–0               | —     | —         | 1–0   |
| Veitongo           | Inst.             | —     | —         | —     |

### Nationellt playoff
| Nationellt playoff – 14 deltagande klubblag | Nationellt playoff – 14 deltagande klubblag | Nationellt playoff – 14 deltagande klubblag | Nationellt playoff – 14 deltagande klubblag | Nationellt playoff – 14 deltagande klubblag |
| ------------------------------------------- | ------------------------------------------- | ------------------------------------------- | ------------------------------------------- | ------------------------------------------- |
| Lag 1                                       | Totalt                                      | Lag 2                                       | Möte 1                                      | Möte 2                                      |
| Suva                                        | 3–2                                         | Rewa                                        | 1–1                                         | 2–1                                         |
| Hienghène Sport                             | 1–5                                         | Tiga Sport                                  | 1–3                                         | 0–2                                         |
| Wellington Olympic                          | 4–6                                         | Auckland City                               | 1–1                                         | 3–5                                         |
| Hekari United                               | 4–1                                         | Lae City                                    | 2–1                                         | 2–0                                         |
| Kossa                                       | 2–3                                         | Solomon Warriors                            | 1–1                                         | 1–2                                         |
| Dragon                                      | 3–9                                         | Pirae                                       | 0–2                                         | 3–7                                         |
| Sia-Raga                                    | 0–4                                         | Ifira Black Bird                            | 0–3                                         | 0–1                                         |

## Gruppspel

### Grupp A
| Nr | Lag              | S | V | O | F | GM | IM | MS | P |
| -- | ---------------- | - | - | - | - | -- | -- | -- | - |
| 1  | Auckland City    | 3 | 3 | 0 | 0 | 9  | 2  | +7 | 9 |
| 2  | Suva             | 3 | 2 | 0 | 1 | 6  | 3  | +3 | 6 |
| 3  | Solomon Warriors | 3 | 1 | 0 | 2 | 4  | 5  | −1 | 3 |
| 4  | Lupe o le Soaga  | 3 | 0 | 0 | 3 | 0  | 9  | −9 | 0 |

| Hemma \ Borta    | Nya Zeeland | Samoa | Salomonöarna | Fiji |
| Auckland City    | —           | —     | 3–1          | —    |
| Lupe o le Soaga  | 0–3         | —     | —            | —    |
| Solomon Warriors | —           | 3–0   | —            | 0–2  |
| Suva             | 1–3         | 3–0   | —            | —    |

### Grupp B
| Nr | Lag              | S | V | O | F | GM | IM | MS | P |
| -- | ---------------- | - | - | - | - | -- | -- | -- | - |
| 1  | Pirae            | 3 | 2 | 1 | 0 | 7  | 3  | +4 | 7 |
| 2  | Ifira Black Bird | 3 | 1 | 1 | 1 | 3  | 4  | −1 | 4 |
| 3  | Hekari United    | 3 | 1 | 0 | 2 | 3  | 3  | 0  | 3 |
| 4  | Tiga Sport       | 3 | 1 | 0 | 2 | 1  | 4  | −3 | 3 |

| Hemma \ Borta    | Papua Nya Guinea | Vanuatu | Franska Polynesien | Nya Kaledonien |
| Hekari United    | —                | —       | 1–2                | —              |
| Ifira Black Bird | 0–2              | —       | 2–2                | —              |
| Pirae            | —                | —       | —                  | 3–0            |
| Tiga Sport       | 1–0              | 0–1     | —                  | —              |

## Slutspel

### Slutspelsträd
|  | Semifinaler          | Semifinaler |   |  | Final                | Final |  |
|  |                      |             |   |  |                      |       |  |
|  |                      |             |   |  |                      |       |  |
|  | Auckland City (str.) | 2 (5)       |   |  |                      |       |  |
|  | Ifira Black Bird     | 2 (4)       |   |  |                      |       |  |
|  |                      |             |   |  |                      |       |  |
|  |                      |             |   |  |                      |       |  |
|  |                      |             |   |  | Auckland City (e.f.) | 4     |  |
|  |                      | Suva        | 2 |  |                      |       |  |
|  |                      |             |   |  |                      |       |  |
|  |                      |             |   |  |                      |       |  |
|  |                      |             |   |  |                      |       |  |
|  |                      |             |   |  |                      |       |  |
|  | Pirae                | 2           |   |  |                      |       |  |
|  | Suva (e.f.)          | 4           |   |  |                      |       |  |

### Semifinaler
| Semiinal – 4 deltagande klubblag | Semiinal – 4 deltagande klubblag | Semiinal – 4 deltagande klubblag |
| -------------------------------- | -------------------------------- | -------------------------------- |
| Lag 1                            | Resultat                         | Lag 2                            |
| Auckland City                    | 00002–2 (e.f.) (5–4 str.)        | Ifira Black Bird                 |
| Pirae                            | 00002–4 (e.f.)                   | Suva                             |

### Final
|              | 27 maj 2023  | Auckland City                                                               | 0000 4 – 2 (e.fl.) | Suva                              | Freshwater Stadium                                                  |                                                                     |
| 14:00 UTC+11 | 14:00 UTC+11 | Angus Kilkolly 34′ (str.) Ryan De Vries 45+3′, 120+4′ Cameron Howieson 109′ | (2 – 0) Rapport    | 66′ Alex Saniel 83′ Marlon Tahioa | Port Vila Publik: 5 420 Domare: David Yareboinen (Papua Nya Guinea) | Port Vila Publik: 5 420 Domare: David Yareboinen (Papua Nya Guinea) |
| 14:00 UTC+11 | 14:00 UTC+11 |                                                                             |                    |                                   | Port Vila Publik: 5 420 Domare: David Yareboinen (Papua Nya Guinea) | Port Vila Publik: 5 420 Domare: David Yareboinen (Papua Nya Guinea) |
| 14:00 UTC+11 | 14:00 UTC+11 |                                                                             |                    |                                   | Port Vila Publik: 5 420 Domare: David Yareboinen (Papua Nya Guinea) | Port Vila Publik: 5 420 Domare: David Yareboinen (Papua Nya Guinea) |